# Avenida Costanera (Coquimbo)
La avenida Costanera es una arteria vial de la ciudad de La Serena, Chile, que se encuentra frente al puerto y caleta pesquera de Coquimbo, y que fue extendida en 2004 para conectarla con la Avenida del Mar. 

## Historia

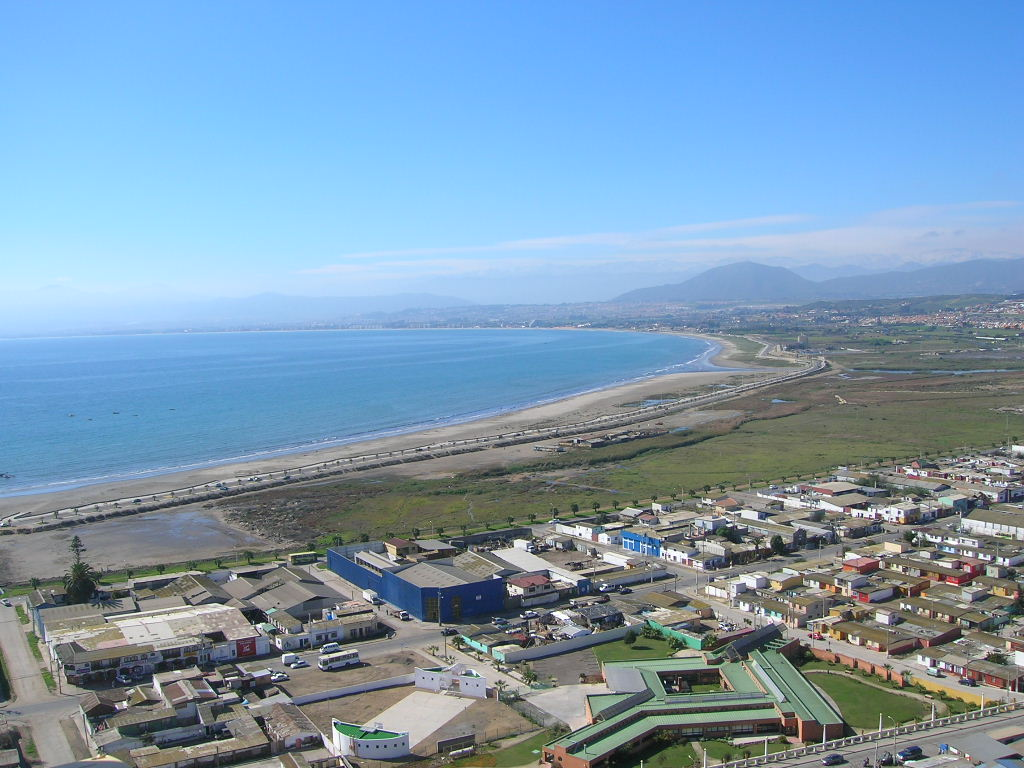
Vista de la Avenida Costanera desde la Mezquita de Coquimbo. Al fondo se aprecia el centro de La Serena.

Como nexo entre La Serena y Coquimbo, esta vía de tipo urbano ocupa el lugar por donde antaño se transitaba a caballo o en "birlocho" hasta llegar al sector del Faro Monumental de La Serena, pero atravesando dunas y vegas bajas.
En 2004 el municipio de Coquimbo, encabezado por el alcalde Pedro Velásquez, inició las obras para unir los 2 tramos existentes de la Avenida Costanera:
- Un primer tramo desde el Puerto de Coquimbo hasta la intersección con la calle 25 de Mayo (1,1 kilómetros).
- Un segundo tramo desde el límite con la comuna de La Serena hasta la intersección con la Avenida La Cantera (2,9 kilómetros), construido desde mediados de la década de 1980, y que también fue incorporado dentro del proyecto de 2004, generando una renovación de su estructura.

En diciembre de 2004 fue inaugurado el tramo de 5,3 kilómetros que conecta ambos extremos de la arteria vial. El moderno trazado incorpora ciclovías, palmeras, estacionamientos vehiculares, paseos peatonales, y un puente sobre el estero Culebrón. Esto último permitió unir el sector del centro de Coquimbo con la playa de Peñuelas. Asimismo, su extensión permitió recuperar para el turismo la playa Changa, la playa más tradicional de la ciudad, que en los últimos años fue utilizada fundamentalmente para la cosecha de algas.
En enero de 2010 la avenida fue renombrada como Avenida Costanera Dr. Nicolás Leoz Almirón, como homenaje al presidente de la CONMEBOL. Sin embargo, el 29 de mayo de 2013 se revirtió dicha decisión luego de la aparición de acusaciones de corrupción en contra de Leoz.
Las marejadas ocurridas a raíz del terremoto del 27 de febrero de 2010 generaron daños en algunos muros de contención de la Avenida Costanera, especialmente en la zona cercana a la desembocadura del estero Culebrón. De la misma forma, el tsunami originado tras el terremoto de Japón del 11 de marzo de 2011 provocó serios daños en el paseo peatonal, muros y accesos a las playas.

## Galería

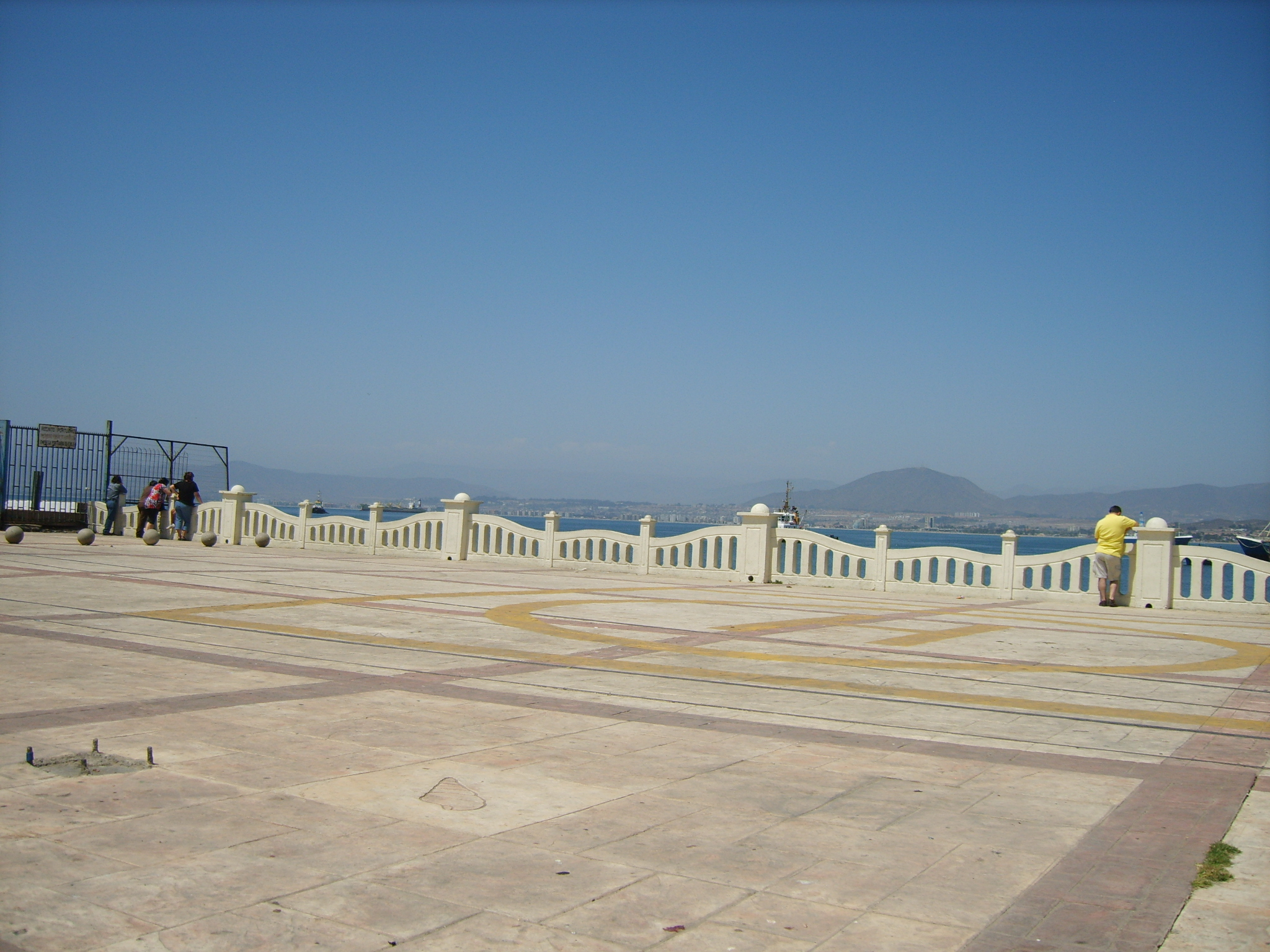
Paseo peatonal en el inicio de la avenida.
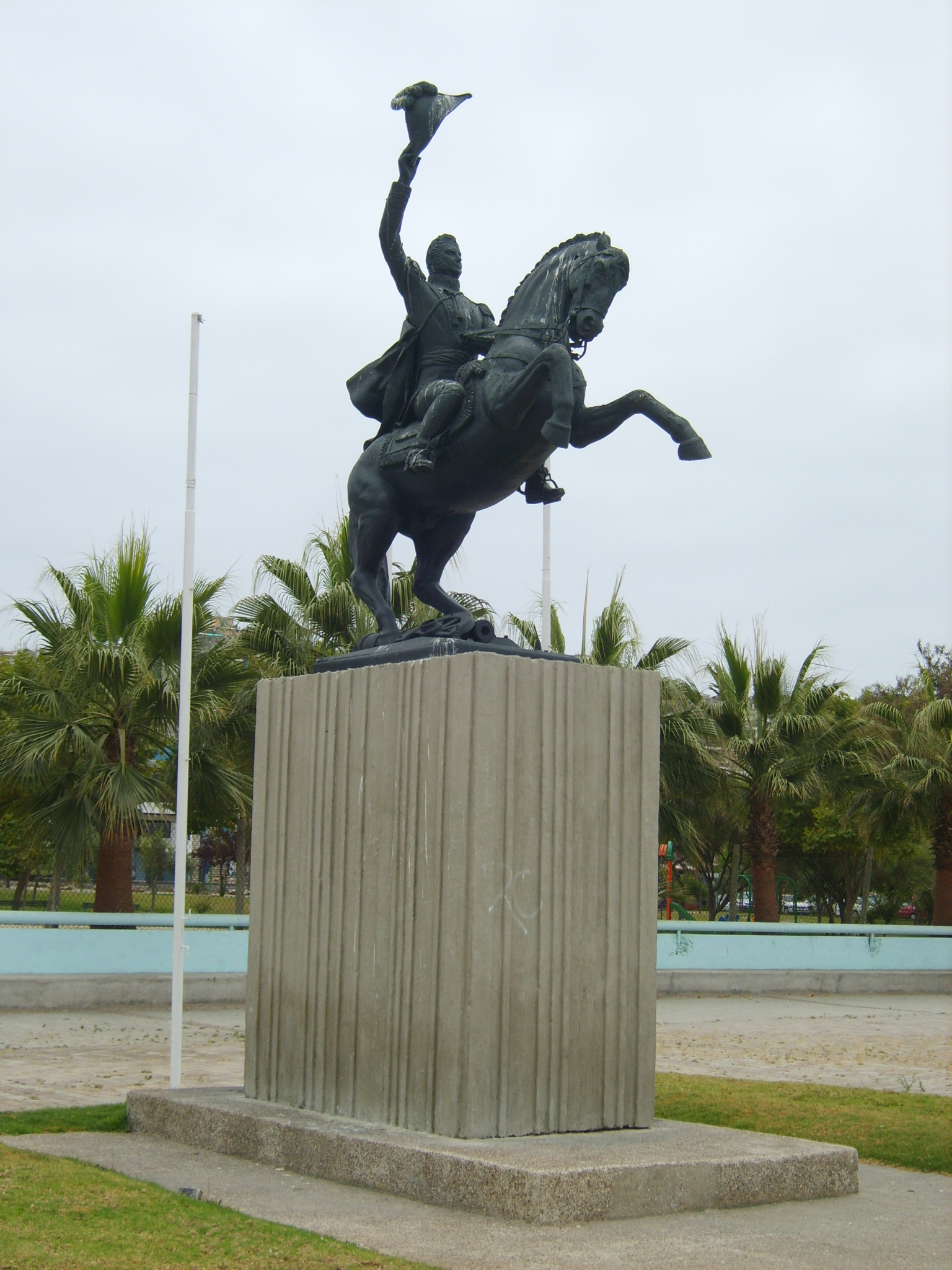
Monumento a Bernardo O'Higgins.
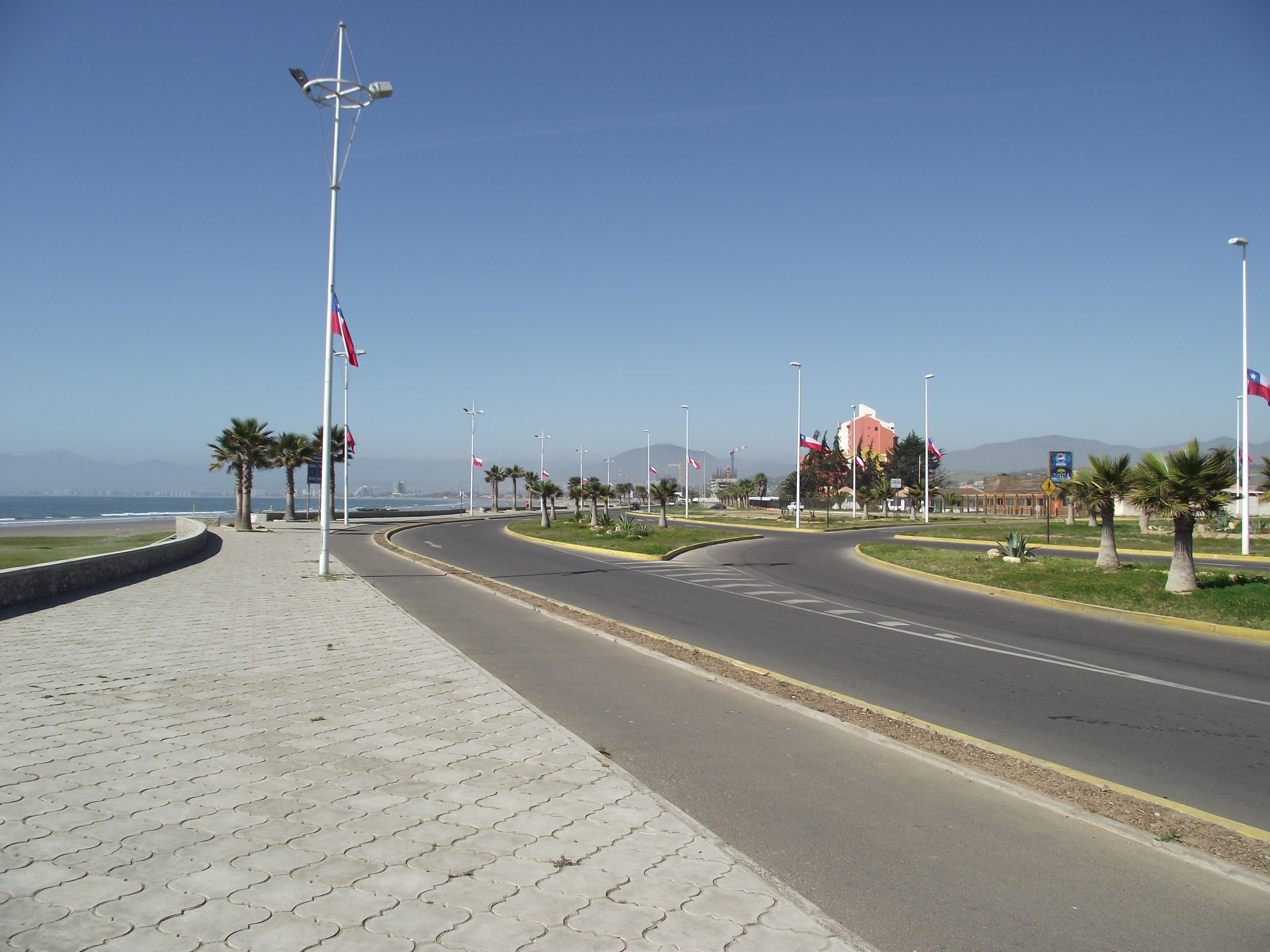
Intersección de la avenida Costanera con La Cantera.